# Tarpon Springs
Tarpon Springs ist eine Stadt im Pinellas County im US-Bundesstaat Florida. Das U.S. Census Bureau hat bei der Volkszählung 2020 eine Einwohnerzahl von 25.117 ermittelt.

## Geographie
Tarpon Springs liegt an der Mündung des Anclote River in den Golf von Mexiko an der Westküste Floridas. Die Stadt liegt etwa 40 Kilometer nordwestlich von Tampa.

## Geschichte
1876 ließen sich die ersten Siedler auf dem heutigen Stadtgebiet nieder und 1887 wurde offiziell die City of Tarpon Springs gegründet. Durch Tarpon Springs verlief einst die 1888 fertiggestellte Orange Belt Railway von Sanford nach Saint Petersburg. Nach mehreren Übernahmen wurde die Strecke im Zuge der Gründung der Seaboard Coast Line Railroad im Jahr 1967 stillgelegt.
1890 begann die kommerzielle Zucht von Badeschwämmen, was auch der Grund für den hohen Anteil griechischstämmiger Bewohner ist: Der Unternehmer John Cocoris warb Schwammtaucher aus Griechenland an, vor allem von den Dodekanes-Inseln und aus Chalkidiki.
1938 fiel ein Großteil der Schwämme einer Krankheit zum Opfer. 1947 machte eine Algenpest der Schwammzucht endgültig den Garaus. Heute ist der Tourismus der bedeutendste Wirtschaftszweig der Stadt.
1953 war Tarpon Springs Schauplatz und Drehort des Films Das Höllenriff (Beneath the 12-Mile Reef, Regie: Robert D. Webb).
Tarpon Springs hat seit 2021 eine Städtepartnerschaft mit Chania auf Kreta und seit 2024 mit der Gemeinde Ägina auf der gleichnamigen Insel im Saronischen Golf.

## Demographische Daten
Laut der Volkszählung 2010 verteilten sich die damaligen 23.484 Einwohner auf 12.433 Haushalte. Die Bevölkerungsdichte lag bei 990,9 Einw./km². 88,1 % der Bevölkerung bezeichneten sich als Weiße, 6,4 % als Afroamerikaner, 0,3 % als Indianer und 1,4 % als Asian Americans. 1,7 % gaben die Angehörigkeit zu einer anderen Ethnie und 2,1 % zu mehreren Ethnien an. 7,3 % der Bevölkerung bestand aus Hispanics oder Latinos.
Im Jahr 2010 lebten in 23,8 % aller Haushalte Kinder unter 18 Jahren sowie 39,0 % aller Haushalte Personen mit mindestens 65 Jahren. 62,1 % der Haushalte waren Familienhaushalte (bestehend aus verheirateten Paaren mit oder ohne Nachkommen bzw. einem Elternteil mit Nachkomme). Die durchschnittliche Größe eines Haushalts lag bei 2,25 Personen und die durchschnittliche Familiengröße bei 2,81 Personen.
20,5 % der Bevölkerung waren jünger als 20 Jahre, 18,2 % waren 20 bis 39 Jahre alt, 29,4 % waren 40 bis 59 Jahre alt und 32,0 % waren mindestens 60 Jahre alt. Das mittlere Alter betrug 48 Jahre. 48,0 % der Bevölkerung waren männlich und 52,0 % weiblich.
Das durchschnittliche Jahreseinkommen lag bei 44.826 $, dabei lebten 14,3 % der Bevölkerung unter der Armutsgrenze.
Im Jahr 2000 war Englisch die Muttersprache von 84,99 % der Bevölkerung, griechisch sprachen 8,87 % und 6,14 % hatten eine andere Muttersprache. Tarpon Springs ist die Gemeinde mit dem höchsten prozentualen Anteil griechischstämmiger Bewohner in den USA. 9,3 Prozent der Bewohner bezeichnen sich selbst als Griechen.

## Sehenswürdigkeiten
Folgende Objekte sind im National Register of Historic Places gelistet:
| - Arcade Hotel - N. G. Arfaras Sponge Packing House - Duchess - George N. Cretekos - E. R. Meres Sponge Packing House - N.K. Symi - Old Tarpon Springs City Hall | - Old Tarpon Springs High School - Safford House - St. Nicholas III - St. Nicholas IV - Tarpon Springs Greektown Historic District - Tarpon Springs Historic District |

## Verkehr
Durch die Stadt führt der U.S. Highway 19 (SR 55) sowie die Florida State Road 595.
Der Flughafen Tampa liegt rund 30 Kilometer entfernt.

## Kriminalität
Die Kriminalitätsrate lag im Jahr 2010 mit 309 Punkten (US-Durchschnitt: 266 Punkte) im durchschnittlichen Bereich. Es gab einen Mord, vier Vergewaltigungen, 40 Raubüberfälle, 113 Körperverletzungen, 146 Einbrüche, 473 Diebstähle und 27 Autodiebstähle.

## Persönlichkeiten
- Richard Durrance (1914–2004), Skiläufer
- Billy „The Kid“ Emerson (1925–2023), Keyboard-Spieler
- Frank Loomis (1896–1971), Leichtathlet
- Anson Safford (1830–1891), Politiker
- Bertie Higgins (* 1944), Musiker
- 2 Pistols (* 1983), Rapper